# مزارات البهجة (رواية)
مزارات البهجة هي رواية للكاتبة البريطانية كيت أتكينسون ، نُشرت عام 2022 عن دار دابلداي.

## حبكة
تدور أحداث الكتاب في لندن في العشرينيات الهادرة، يركز الكتاب على النوادي الليلية سيئة السمعة في لندن المملوكة لنيلي كوكر (استنادًا إلى كيت ميريك، مالكة ملهى ليلي في لندن في عشرينيات القرن الماضي) وابنها نيفن، بعد أن عاد من القتال في معركة السوم في الحرب العالمية الأولى. يراقب تحركاتهم بعناية مفتش الشرطة فروبيشر. عندما اتصلت صديقة قديمة بأمينة المكتبة والممرضة القتالية السابقة، جويندولين كيلينج، تطلب منها تعقب بناتها المراهقات في لندن. تستعين "كيلينج" بـ "فروبيشر"، والتي تقودهما الفتيات إلى ملاهي "كوكر" الليلية.